# تشارلز ديفيدسون
تشارلز ديفيدسون (بالإنجليزية: Charles Davidson)‏ هو سياسي أسترالي، ولد في 14 سبتمبر 1897 في أستراليا، وتوفي في 29 نوفمبر 1985 في أستراليا. حزبياً، نشط في الحزب الليبرالي الأسترالي والحزب الوطني الأسترالي. وقد انتخب عضو مجلس النواب الأسترالي عن دائرة Division of Dawson ‏ (10 ديسمبر 1949 – 1 نوفمبر 1963) وانتخب عضو مجلس النواب الأسترالي عن دائرة Division of Capricornia ‏ (28 سبتمبر 1946 – 10 ديسمبر 1949).